# Måns Hansson
Måns Hansson (i riksdagen kallad Hansson i Önnerup), född 23 januari 1834 i Fjelie församling, Malmöhus län, död där 9 september 1914, var en svensk lantbrukare, kommunalpolitiker och riksdagsman.
Hansson var ledamot av första kammaren 1884–1886, invald i Malmöhus läns valkrets.